# Cultura de Nicaragua

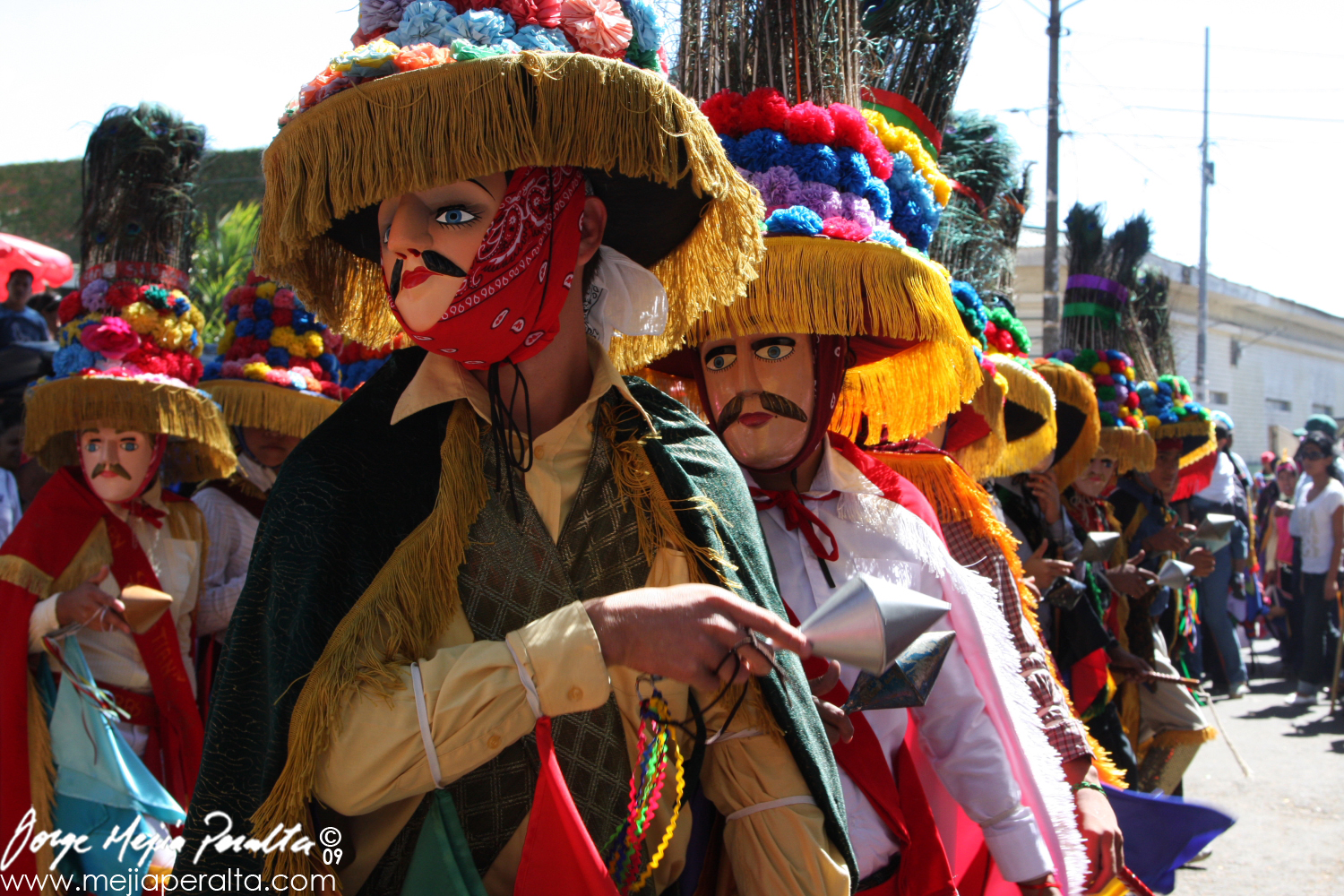
El Toro Huaco es una danza tradicional nicaragüense que es parte de la herencia cultural mestiza del país.

La cultura de Nicaragua tiene muchas influencias. La parte occidental fue colonizada por los españoles y su cultura es similar a la de otros países hispanos. Los habitantes del occidente de Nicaragua son en su mayoría mestizos y el idioma principal es invariablemente el español...
La región Norte sin embargo fue habitada mayormente por migrantes alemanes, en menor medida Polacos y Holandeses los cuales llevaron la polka y mazurca, se volvió parte de la cultura del norte de Nicaragua, los habitantes de la parte norte son en su mayoría blancos y en menor medida mestizos.

## Música
La música nicaragüense vernácula y popular abarca distintos ritmos musicales como Son nica, Marimba, Polka nica, Mazurca, Jamaquello, Palo de Mayo, Garífuna y Creole que muestran la gran influencia de las tres vertientes originarias de la identidad Nacional.

## Compositores
Son compositores musicales reconocidos Camilo Zapata, Erwin Krüger, Tino López Guerra, Víctor M. Leiva, Jorge Isaac Carvallo, Los Bisturices Armónicos, los hermanos Carlos Mejía Godoy y Luis Enrique Mejía Godoy, Otto de la Rocha, Don Felipe Urrutia, Jorge Paladino, Salvador Cardenal, Hernaldo Zúñiga, Luis Enrique Mejía López y de Granada Nicaragua el Cantautor Rolando Carcamo, entre otros.

## Instrumentos musicales nacionales
En el departamento de Masaya principalmente en las ciudades de Masaya y Catarina, artesanos hábiles en trabajar la madera elaboran la conocida Marimba de arco que junto al Violín de talalate son instrumentos propios de Nicaragua; aunque, la Marimba de herencia africana como tal se conoce en todos los países centroamericanos y el sur de México.

## Los chicheros
Las bandas filarmónicas, llamadas "Chicheros", son pequeñas bandas locales de músicos aficionados que interpretando piezas musicales tradicionales de Son de toros o Son de cachos, amenizan las fiestas populares, las procesiones religiosas y las corridas de toros en las  "Barreras" o "Encierros".

## Ritmos por regiones
En la región del Caribe se observan danzas y ritmos caribeños que evocan sones africanos, como el Palo de Mayo, garífuna y creole de las comunidades en Orinoco, Pearl Lagoon y Sandy Bay, Costa Caribe Sur.
La región Central se caracteriza por sus ritmos como la Polka, la Mazurca y el Jamaquello, sobre todo en los departamentos de Jinotega, Matagalpa, Estelí y Nueva Segovia.
En la región del Pacífico predominan los ritmos tropicales como la cumbia, el merengue y la salsa, habiéndose incorporado la marimba como instrumento básico.
Entre los principales impulsores de la cumbia están Víctor M. Leiva con "Cumbia piquetona", Jorge Isaac Carvallo con "Baila mi cumbia", Jorge Paladino con "Cumbia chinandegana" y agrupaciones como Los Hermanos Cortés con "A bailar con Rosita", "Entre ritmos y palmeras" y "Suenan los tambores" y Los Alegres de Ticuantepe con "Catalina". Todos tomaron como base el llamado Son nica incorporando instrumentos musicales como la marimba de arco y el violín de talalate. 
En el siglo XXI, estas composiciones han sido revitalizadas con fusión de ritmos por jóvenes talentosos de agrupaciones musicales como "La mancha de Leiva", "Revuelta Sonora", "Momotombo" y "La Cuneta Son Machín", esta última alcanzó una nominación al Premio Grammy 2015 de la industria musical estadounidense.

## Literatura
La literatura nicaragüense tiene sus comienzos en la era prehispánica, en el "Canto al Sol" de los nicaraguas, escrito en idioma náhuatl, que se ha preservado oralmente:
El Güegüense es el primer personaje de la literatura nicaragüense. La obra teatral escrita en español y en náhuatl por un autor anónimo del siglo XVII, está ambientada en la época colonial y representa el folklore de Nicaragua. Ha sido declarada por la UNESCO como  Patrimonio Oral e Inmaterial de la Humanidad.
Nicaragua es reconocida como "país fecundo de poesía" siendo Rubén Darío su máximo exponente. Otros poetas, escritores y autores modernos nicaragüenses son Salomón de la Selva, Alfonso Cortés, Azarías H. Pallais, Pablo Antonio Cuadra, Ernesto Cardenal, José Coronel Urtecho, Salomón Ibarra Mayorga, Sergio Ramírez Mercado, Lizandro Chávez Alfaro, Claribel Alegría, Gioconda Belli, Rosario Aguilar, Vidaluz Meneses y muchos más.

## Pintura
En la pintura sobresale Armando Morales como el pintor nacional más internacionalmente reconocido. Otros pintores destacados son Rodrigo Peñalba, Fernando Saravia, Genaro Lugo, Leoncio Saénz, Roger Pérez de la Rocha, Hilda Vogl, June Beer, Yelba Ubau, y muchos más.
Una nueva camada de artistas ha impulsado el desarrollo contemporáneo de las artes plásticas nicaragüenses en los últimos años. Muchos de ellos estuvieron reunidos en torno a la revista "Artefacto", como Raúl Quintanilla (editor de Artefacto y Estrago), Patricia Belli (directora de ESPORA, Escuela Superior de Artes), Rolando Castellón y otros.

## Teatro
El Teatro Nacional Rubén Darío fue fundado en 1969. Aunque el auge más grande en teatro que ha percibido Nicaragua fue en la década de los años 1980, actualmente personas de todos los estratos sociales se integran a esta formación, desde su institución base: la Escuela Nacional de Teatro, que forma jóvenes actores preparados para darlo todo en escena.
Un referente en el arte teatral es el Grupo de Teatro "Justo Rufino Garay", una iniciativa independiente que es reconocida por la calidad artística de sus obras puestas en escena a nivel centroamericano, latinoamericano e iberoamericano. Además este grupo se dedica a la enseñanza de teatro en Nicaragua.
Los grupos de teatro universitarios desarrollan una importante actividad teatral, revelando que la juventud cada día está más enfocada en las artes dramáticas.

### Situación actual
El teatro nicaragüense ha tenido una tradición desde lo indígena y su mezcla con lo español. El Güegüense es la comedia bailete representativa del teatro nicaragüense de la época colonial. De igual manera, el teatro fue cultivado por la mayoría de las generaciones de escritores nicaragüenses, como por ejemplo el Movimiento de Vanguardia nicaragüense.
El teatro ha sido tenido como grupos difusores a los siguientes:
Comedia Nacional
- Grupo de teatro "El Cadejo".
- Teatro "Fénix".
- Grupo de teatro "Nicarao".
- Grupo de teatro "Nosotros"
- Grupo de teatro "Tablas".
- Grupo de Teatro Experimental de la UCA "TEUCA"  (de la Universidad Centroamericana).
- Compañía de Marionetas "Traca traca".
- Teatro de Títeres "Guachipilín".
- Mascarada de Nicaragua.
- Movimiento de teatro popular "Sin fronteras".

## Actrices y actores
- Pilar Aguirre
- Evelyn Martínez
- Lucero Millán
- Gonzalo Zapata
- José Arias
- Hugo Hernández Oviedo
- Salomón Alarcón Lindo
- Salvador Espinoza Moncada
- Gonzalo Cuéllar Leano
- Ivón García
- Enrique Lanzas Balladares
- Elsita Ruhl Icaza de Lanzas
- Alicia Irene Pilarte
- Aníbal Almanza Sirias
- Xavier Espinoza
- Xiomara Centeno
- Mayra Bonilla Martínez
- Erasmo Alizaga
- Marina Obregón Alemán
- Kirbyn Berríos
- Esperanza White Downs
- Bárbara Carrera (Modelo y actriz de cine)

## Gastronomía

### Región del Central
En la región central de Nicaragua los platos típicos más conocidos son: el gallo pinto, el indio viejo, el vaho (carne al vapor al estilo nicaragüense), el vigorón, el mondongo.
Sus postres:tortillas de maíz, perrerreque, rosquillas de maíz, tamales dulces, cajetas de leche, el quesillo.
Sus bebidas:el pinol, semilla de jicaro, el pozol, la cebada, la chicha y el cacao.

### Región de la Costa Caribe
En la región de la Costa Caribe (anteriormente llamada "RAAN y "RAAS") se acostumbra a degustar varias comidas de la región del Pacífico; sin embargo, se conservan sus comidas originales: como son el rondón (de pescado, de tortuga, carne de res), el "Luck Luck", el gallo pinto con coco, así como las sopas marineras (de pescado, camarones, almejas, caracol y cangrejos).
Entre sus bebidas tradicionales están: el Waubul, la Buña, Ginger bear, la Flor de jamaica y el Mango juice.

## Idioma
En Nicaragua, al igual que en Argentina, Uruguay, partes de Colombia y Ecuador se presenta una variante del lenguaje español caracterizada por el voseo, es decir el uso del pronombre personal Vos en vez de Tú, y también se modifican algunas conjugaciones verbales.

## Educación
El sistema educativo en Nicaragua inicia en el siglo XIX.

## Comunicaciones

### Prensa
La primera imprenta inicio en el siglo XIX, aunque tuvo algunos momentos de censura en algunas dictaduras.

### Correos
En el siglo XIX también inicia el servicio de correos de Nicaragua.

### Telecomunicaciones
En el siglo XIX comienzan las primeras comunicaciones telegráficas. En el siglo XX inicia la telefonía, la radio, la televisión y el uso masivo de internet.